# ميغيل ألبرتو ماركيز
ميغيل ألبرتو ماركيز (بالبرتغالية: Miguel Alberto Marques‏) (7 يونيو 1963 في البرتغال - ) هو لاعب كرة قدم برتغالي في مركز الدفاع. شارك مع منتخب البرتغال لكرة القدم. أما مع النوادي، فقد لعب مع سبورتينغ لشبونة وفيتوريا دي غيماريش وموريرينسي ونادي جل فيسنتي وديسبورتيفو تروفينسي ونادي فيزيلا.

## وصلات خارجية
- ميغيل ألبرتو ماركيز على موقع قاعدة بيانات كرة القدم.إي يو (الإنجليزية)
- ميغيل ألبرتو ماركيز على موقع ناشيونال فوتبول تيمز (الإنجليزية)